# Güssing

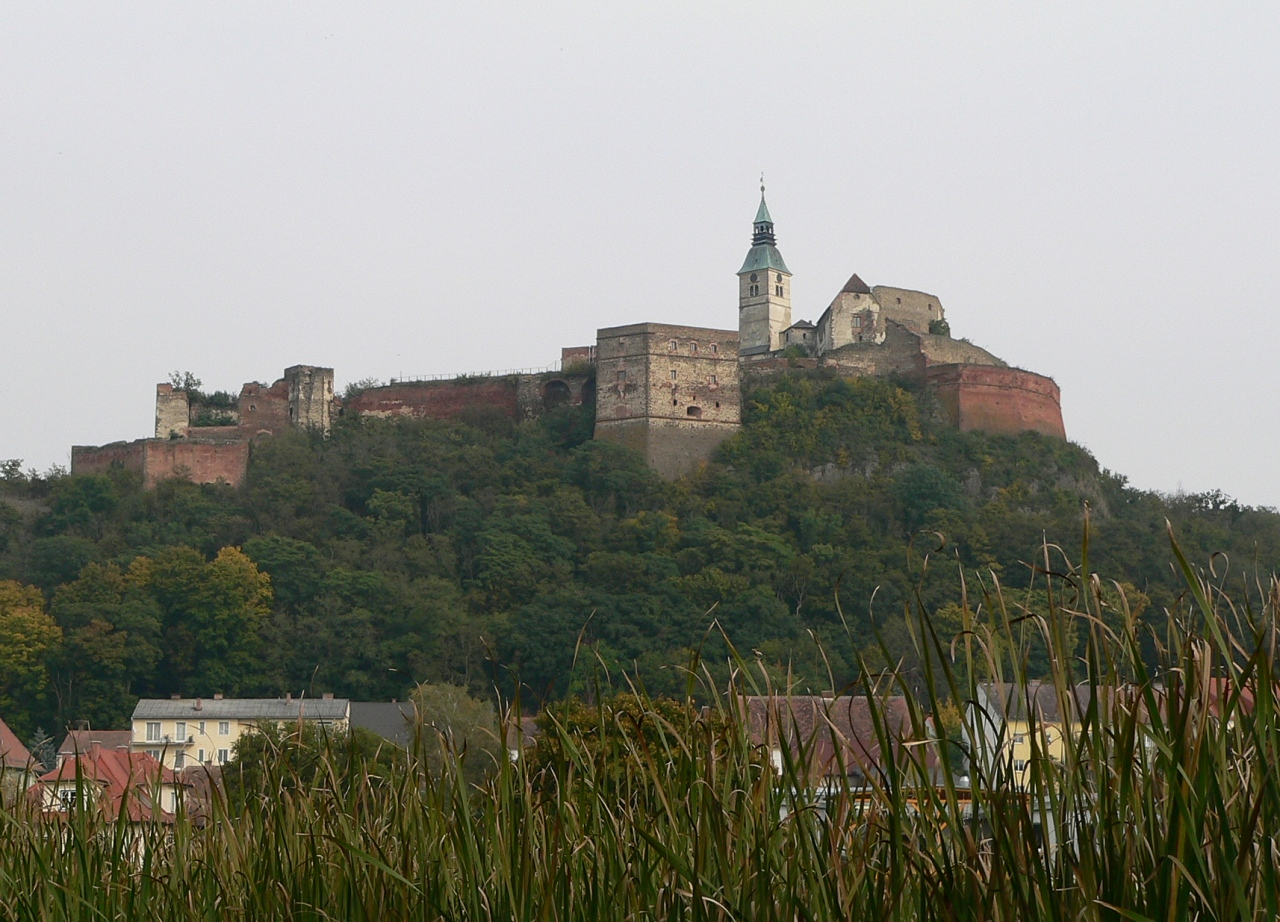
Ruinele cetăţii Güssing

Güssing (în maghiară Németújvár, în croată Novigrad) este un oraș în Burgenland, Austria.

## Personalități
- Ignațiu Batthyány (1741-1798), episcop al Transilvaniei între 1781-1798, întemeietorul Bibliotecii Batthyaneum din Alba Iulia

1. ↑  Dauersiedlungsraum der Gemeinden Politischen Bezirke und Bundesländer - Gebietsstand 1.1.2018 (în germană), Statistica Austriei, accesat în 10 martie 2019